# Чокрак (притока Обитічної)
Чокра́к — річка в Україні, в межах Приморського та Бердянського районів Запорізької області. Права притока Обитічної (басейн Азовського моря). 

## Опис
Довжина 24,4 км, площа басейну 135 км². Долина в середній течії глибока, місцями зі стрімкими схилами; у пониззі — неглибока, розлога. Річище слабозвивисте, у верхній течії пересихає. Споруджено кілька ставків. 

## Розташування
Чокрак бере початок на північ від села Гюнівки. Тече переважно на південний схід, у пониззі (біля східної околиці села Єлизаветівки) повертає під прямим кутом на північний схід. Впадає до Обитічної на південь від села Оленівки. 

## Про назву
Назва може означати воду, що вільно тече, або чисту воду. Існує ще кілька версій перекладу: «Чокрак» — чагарник, «Чокрак» — гіркий.